# 29歳 (Bitter & Sweetの曲)
「29歳」（にじゅうきゅうさい）は、2024年10月23日にアップフロントワークス（PICCOLO TOWNレーベル）から発売されたBitter & Sweetの通算9枚目かつ最終シングル。

## 概要
『ラブストーリーは始まらない (2022)』以来、2年半ぶりのリリースとなるメジャーシングル。
2025年5月31日付を以て当ユニットは活動終了となったため、事実上の最終シングルとなった。また、アップフロントワークスのメジャーレーベルの一つである「PICCOLO TOWN」も事実上、当ユニットの活動終了と共に消滅することとなった。

## 収録曲
1. 29歳
作詞：大森祥子、作曲：星部ショウ、編曲：宮永治郎
2. 重ねた道
作詞：Bitter & Sweet、作曲・編曲：増田武史
3. 29歳（Instrumental）
4. 重ねた道（Instrumental）